# Nachtvrijen

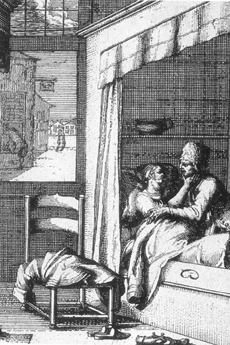
Nachtvrijen of kweesten

Nachtvrijen, kweesten (kweesten) of venstervrijen is een manier van kennismaken tussen een meisje en jongen voordat zij een mogelijk huwelijk aangaan. Het kwam vooral voor in Staphorst en Rouveen - waar het tot de jaren 40 van de 20e eeuw gedaan werd - en op de Waddeneilanden - waar het in de 19e eeuw al verdween. Ook in andere delen van het land kwam nachtvrijen wel voor. Eveneens zou deze volkstraditie in andere landen bestaan hebben. Volgens onderzoek kwam het voor in Scandinavië, de Baltische staten, Duitsland, Zwitserland, Oostenrijk en het voormalige gebied Joegoslavië. In het Staphorster dialect had men het dan over een nachien praoten (een nachtje praten). In Zwitserland stond dit bekend als Kiltgang, in Zuid-Duitsland als Fensterln. Een middeleeuwse voorloper was het hoofse liefdesritueel van de assag in Zuid-Frankrijk.
Volgens klassieke fatsoensregels was seksueel verkeer buiten het huwelijk niet geoorloofd. De geestelijkheid maakte vaak bezwaar tegen het nachtvrijen. Het nachtvrijen gebeurde dan ook heimelijk, er werd niet openlijk over gesproken en soms moest de jongeman ongemerkt via een raam of luik de slaapkamer van een kandidaat-bruid binnenkomen. Echt heimelijk was het echter niet, soms waren de ouders van het meisje "toevallig" afwezig en hadden ze "per ongeluk" een ladder bij het raam achtergelaten. Eenmaal binnen kon de jongeman tot een uur voor zonsopkomst - het moment waarop het melktijd was - bij zijn geliefde zijn. 
Wat er werkelijk binnenskamers gebeurde, was niet bekend en zal dus per geval verschillend zijn geweest. Het was - zeker bij de eerste afspraken - niet gewenst seksueel verkeer te hebben. Hooguit werd er wat geknuffeld. Een belangrijk doel van het gebruik was echter dat de jongeman, voordat ze gingen trouwen, wilde weten of zijn bruid wel zwanger kon worden.
Sedert de tweede helft van de 20e eeuw wordt seksueel verkeer tussen jongelui heel gewoon gevonden.

## Trivia
- Het nachtvrijen wordt beschreven in het volksliedje Waar staat jouw vaders huis en hof?
- Ook het liedje In de maneschijn is de regel 'klom ik op een trapje in het raamkozijn' een duidelijke verwijzing.[1]